# 白根郵便局 (山梨県)
白根郵便局（しらねゆうびんきょく）は、山梨県南アルプス市にある郵便局。民営化前の分類では集配普通郵便局であった。

## 概要
住所：〒400-0299 山梨県南アルプス市在家塚1195-4
民営化直前の集配業務再編において、多くの集配普通郵便局は統括センターとなったが、当局は配達センターとされたため、民営化後も郵便事業株式会社の支店は併設されず、集配センターが併設された。

## 沿革
- 1885年（明治18年）8月1日 - 百田（ひゃくた）郵便局として開設[1]。
- 1885年（明治18年）10月1日 - 貯金取扱を開始。
- 1888年（明治21年）4月30日 - 廃止。
- 1891年（明治24年）5月16日 - 再設置。
- 1894年（明治27年）1月1日 - 貯金取扱を再開。
- 1898年（明治31年）11月16日 - 為替取扱を開始。
- 1954年（昭和29年）7月21日 - 白根郵便局に改称[2]。
- 1965年（昭和40年）6月20日 - 電話交換事務を甲府電報電話局に移管。
- 1966年（昭和41年）3月8日 - 和文電報配達業務を小笠原電報電話局に移管。
- 1966年（昭和41年）3月28日 - 今諏訪郵便局[3]から集配業務を移管。
- 1985年（昭和60年）12月2日 - 中巨摩郡白根町飯野小から同町在家塚に移転。
- 2007年（平成19年）10月1日 - 民営化に伴い、併設された郵便事業南アルプス支店白根集配センターに一部業務を移管。
- 2012年（平成24年）10月1日 - 日本郵便株式会社発足に伴い、郵便事業南アルプス支店白根集配センターを白根郵便局に統合。

## 取扱内容
- 郵便、印紙、ゆうパック、内容証明
- 貯金、為替、振替、振込、国際送金、国債、投資信託
- 生命保険、バイク自賠責保険、自動車保険
- ゆうちょ銀行ATM
- 「400-02xx」区域（南アルプス市（旧中巨摩郡白根町域、旧中巨摩郡八田村域、旧中巨摩郡芦安村域））の集配業務

※南アルプス市のその他の地域（旧中巨摩郡櫛形町域、旧中巨摩郡若草町域、旧中巨摩郡甲西町域）は南アルプス郵便局（南アルプス市下宮地）の集配担当となっている。

## 周辺
- 南アルプス市役所白根支所
- 白根桃源文化会館
- 白根桃源美術館
- 白根桃源図書館
- 南アルプス市立白根巨摩中学校
- 南アルプスビッグステージ
- 道の駅しらね

## アクセス
- 山梨交通バス 倉庫町停留所下車
- 中部横断自動車道 白根ICから北西へ約1.5km
- 国道52号沿い
- 駐車場あり：4台